# Municipalità Favaro Veneto
Municipalità Favaro Veneto bezeichnet einen Stadtbezirk der Stadt Venedig. Er ist einer von sechs sogenannten Municipalità, in die das Gemeindegebiet von Venedig aufgeteilt ist. Der Stadtbezirk hat seinen Verwaltungssitz im Stadtteil Favaro Veneto.

## Lage und Ausdehnung
Der Stadtbezirk Favaro Veneto umfasst den nordöstlichen Teil, der vier auf der Terraferma liegenden Stadtteile von Venedig. Mit einer Fläche von 44,75 km² ist er der größte Festlandbezirk von Venedig. Seine Fläche macht 10,8 % an der Gesamtfläche Venedigs und 34,3 % an der Festlandfläche des Stadtgebietes aus. Ein ganz kleiner Teil des Bezirks von 0,4 % liegt in der Lagune von Venedig, damit ist er auch der kleinste Lagunenbezirk der Stadt. Im zum Stadtbezirk Favaro Veneto gehörenden Stadtteil Tessera liegt der Flughafen Venedig-Tessera. 
Der Bezirk wird im Süden von der Lagune eingegrenzt. Im Westen bildet die Ostumfahrung von Mestre die Abgrenzung vom angrenzenden Stadtbezirk Mestre-Carpenedo. Im Norden grenzt er an die Gemeinde Marcon und an die bereits in der Provinz Treviso liegenden Gemeinden Mogliano Veneto und Quarto d’Altino. Das Gemeindegebiet von Quarto d’Altino bildet mit der Lagune auch die östliche Grenze des Stadtbezirks.

## Bevölkerung
Zum 31. Dezember 2024 zählte der Bezirk 22.844 Einwohner und war damit der bevölkerungsschwächste Stadtbezirk Venedigs auf dem Festland. Er weist mit einer Bevölkerungsdichte von 510 Einwohnern je km² die geringste Bevölkerungsdichte aller Festlandstadtbezirke auf. Mit 10.358 Einwohnern leben 45,5 % der Bevölkerung des Stadtbezirks im Stadtteil Favaro Veneto. Der zweitgrößte Stadtteil ist Campalto mit 6795 Einwohnern, gefolgt von Tessera mit 1170 und Dese mit 1158 Einwohnern.

## Stadtteile
Zum Stadtbezirk Favaro Veneto gehören die folgenden vier Stadtteile mit über 1000 Einwohnern sowie einige kleinere Stadtviertel:
- Campalto
- Dese
- Favaro Veneto
- Tessera

## Geschichte
Der Stadtbezirk entstand im Zuge eines am 7. Februar 2005 unter dem Vorsitz von Bürgermeister Paolo Costa verabschiedeten Gemeinderatsbeschlusses, der am 21. April 2005 in Kraft trat. Er umfasst das ehemalige Stadtviertel 8 (Favaro Veneto-Campalto).

## Verwaltung
Dem Stadtbezirk stehen ein Präsident, eine vierköpfige Bezirksregierung und ein Bezirksrat mit 18 Bezirksräten vor. Die Bezirksregierung wird vom Präsidenten ernannt. Die Wahlen zum Bezirksrat finden parallel mit der Wahl des Bürgermeisters von Venedig und des Stadtrates statt. Vier ständige Bezirkratsausschüsse untersuchen und vertiefen Themen und Beratungsvorschläge, die in die Zuständigkeit des Rates fallen. In den Ratsausschüssen sind alle im Rat vertretenen Fraktionen vertreten. Sie bleiben nach ihrer Einrichtung bis zur Auflösung des Bezirksrats im Amt.